# Palaeotrilineatus ellenbergeri
Palaeotrilineatidae, Palaeotrilineatus
Famille
Genre
Espèce
Palaeotrilineatus ellenbergeri, unique représentant du genre Palaeotrilineatus et de la famille des Palaeotrilineatidae, est une espèce fossile de scorpions.

## Distribution
Cette espèce a été découverte dans de l'ambre de Birmanie. Elle date du Crétacé.

## Description
Le mâle holotype mesure 31,05 mm.

## Étymologie
Cette espèce est nommée en l'honneur de Sieghard Ellenberger.

## Publication originale
- Lourenço, 2012 : « About the scorpion fossils from the Cretaceous amber of Myanmar (Burma) with the descriptions of a new family, genus and species. » Acta Biológica Paranaense, vol. 41, no 3/4, p. 75-87 (texte intégral).